# 映画ドラえもん 新・のび太と鉄人兵団 〜はばたけ 天使たち〜
- ドラえもん > 大長編漫画 > のび太と鉄人兵団 > 映画 新・のび太と鉄人兵団〜はばたけ 天使たち〜
- ドラえもん > 映画 > 大長編 > 新・のび太と鉄人兵団〜はばたけ 天使たち〜

『映画ドラえもん 新・のび太と鉄人兵団 〜はばたけ 天使たち〜』（えいが ドラえもん しん・のびたと てつじんへいだん 〜はばたけ てんしたち〜）は、2011年の日本のアニメ映画。原作は藤子・F・不二雄の長編漫画『ドラえもん のび太と鉄人兵団』で、同作の映画は1986年に続き2作目。映画「ドラえもん」シリーズの第31作。監督は寺本幸代、脚本は清水東。
映画シリーズ45周年を記念して、2025年1月31日から2月6日まで全国93館の劇場で一週間限定上映。

## 概要
映画『ドラえもん のび太と鉄人兵団』のリメイク作品で、旧作同様、地球を狙う鉄人兵団とドラえもんたちの戦いが描かれる。本作では、オリジナルキャラクターのヒヨコ型ロボット・ピッポが登場するなど、原作漫画や1986年の映画にない展開や設定が複数加えられているほか、戦闘シーンや心理描写においてもより詳細な表現がなされている。

## あらすじ
スネ夫の従兄が作ったラジコンロボット（ミクロス）を自慢されたのび太は、もっと巨大なロボットを作るとスネ夫たちに約束してしまう。しかし、頼みの綱のドラえもんは夏の猛暑に耐えかね「ロボットならぼくがいるだろ!!」と言い残して、避暑に出かけてしまう。ドラえもんを追いかけて北極へとやってきたのび太は、そこで見つけたボウリング玉のような青いボールと空から降ってきた謎の部品を家に持ち帰る。すると、青いボールから突如電子音が響き、それに応えるように形状の違う謎の部品がいくつも庭に降ってくる。部品の形からのび太は巨大ロボットのパーツだと確信する。のび太とドラえもんは「逆世界入りこみオイル」と「おざしき釣り堀」で鏡面世界への入り口を作り、部品をそこで組み立てる。完成した巨大ロボットに「ザンダクロス」という名前を付け、ドラえもんとのび太はしずかと一緒にザンダクロスで遊ぶことにする。
しかし不意の出来事で、ザンダクロスは超高層ビルを一瞬で崩壊させるほどの機能を持った危険なロボットだと知った3人は、ザンダクロスを鏡面世界に隠し、このことは3人の秘密にすることに決める。
数日後、ロボットの約束が果たせずジャイアンとスネ夫に追いかけられていたのび太を、謎の少女・リルルが救う。リルルは自分が巨大ロボットの持ち主だと名乗り、のび太に返却を要求する。
リルルによると、巨大ロボットは頭脳を持っており、自分で判断して行動できるという。しかしその頭脳＝青いボールをなくしてしまったのび太は、許してもらう代わりに「おざしき釣り堀」をリルルに貸すことと、そのことを秘密にすることを約束する。それからしばらく経った夜。謎の流れ星を目撃したのび太は、その着地点の裏山で「おざしき釣り堀」を発見し、鏡面世界へ向かう。
鏡面世界ではリルルが多数のロボットを指揮して基地を建設中であった。ロボットによる地球人捕獲作戦という恐ろしい計画を知ったドラえもんたちは現実世界へと逃げ帰るが、追手のザンダクロスが「おざしき釣り堀」を無理やり広げようとしたことで「次元震」による爆発が起こり鏡面世界の出入口は消滅。
翌日、ママが巨大ロボットの「頭脳」を追い回すところを見つけたドラえもんたち。「ほんやくコンニャク」で話を聞くと、「頭脳」は母星・メカトピアから鉄人兵団が地球に向かっていることを告げる。のび太とドラえもんはスネ夫とジャイアンに協力を要請。「頭脳」を改造して仲間に加えることも提案するが、それに異を唱えたのび太で「頭脳」は擬人化され、ヒヨコ型ロボット「ピッポ」に変化する。デザインを変えられたことに怒るピッポはのび太たちに敵意を向けるが、のび太たちの思いに触れるうちに改心し、鉄人兵団を裏切り立ち向かうことを決心する。
自分たちが鏡面世界に誘い込まれたことに気付いた鉄人兵団は、湖の外に本当の地球があると見抜き、高井山に総力を結集し始める。ひみつ道具で高井山に立てこもったドラえもんたちは、兵団と戦闘を開始。ザンダクロスも投入し、一旦は鉄人兵団の猛攻を退ける。
リルルと共に自宅で待機していたしずかは、会話の中で何気ない一言から事態の打開策を思いつく。それは、3万年前に行き、メカトピアのロボットたちの先祖・アムとイムを作った博士に会うことだった。博士はアムとイムから事態の遠因となった競争本能を取り去り他者を思いやる心を植え付けるための改造作業にとりかかるが、体の衰えにより倒れてしまう。リルルは歴史改変によって自身の存在が消えてしまうことを承知の上で、アムとイムの改造作業を引き受ける。
ドラえもんたちは懸命に粘るも圧倒的な敵の数を前に次第に押されて窮地に陥る。ザンダクロスが倒されて武器も尽き、勝負は決したと思われた時に大量のロボット兵が一瞬で消え去ってしまう。同時にピッポはのび太に、リルルはしずかに見守られながら消滅する。
数日後。居残りを命じられた教室でのび太が物思いにふけっていると、校庭側の窓の外にリルルにそっくりの少女とピッポそっくりの鳥が通りかかる。リルルが生まれ変わったのだという確かな確信を抱きながら、のび太はドラえもんたちが集う空地に駆けていった。

## 声の出演
- ドラえもん - 水田わさび
- 野比のび太 - 大原めぐみ
- 源静香（しずか） - かかずゆみ
- 剛田武（ジャイアン） - 木村昴
- 骨川スネ夫 - 関智一
- 野比玉子（のび太のママ） - 三石琴乃
- 野比のび助（のび太のパパ） - 松本保典
- ドラミ - 千秋
- 先生 - 高木渉
- 貴族ロボット - 楠見尚己、菅原淳一
- マンティス（作業用ロボット） - 渡辺宜嗣、角澤照治、小木逸平、菅原知弘（鉄人ドラアナ団）（いずれも出演時点ではテレビ朝日アナウンサー）

## 登場キャラクター
※メインキャラクターの詳細は各個別記事を参照。

### 鉄人兵団
リルル
声 - 沢城みゆき
今作のゲストヒロイン。メカトピアの少女型スパイロボット。容姿はしずか達よりも年上の中学生程度。リメイク版では冒頭からメカトピアの工作員であるとネタばらしされている。ジュドを修理する際に自分の心を形成する星型部品を1つ、彼の完全に壊れた部品の代わりに装着させているなど本来は優しい性格だが祖国への忠誠心ゆえに冷静に振舞うものの、のび太やしずかの優しさに戸惑う。また非情になれきれない部分もあり、敵であるにもかかわらず自分を献身的に介護するしずかの姿に加えて、のび太たちの味方になったピッポ（ジュド）の説得と誤って彼を撃ってしまうことが引き金となり、人間狩りに疑問を呈するという今まで忠誠を誓った祖国に背く行動を取る。そのため、処刑されることになるが、その直前にザンダクロスに乗るのび太たちに助け出される。
それでも祖国への忠誠心を捨てきれず、自分たちの先祖を作った神様に文句を言いたいとつぶやいたことが、しずかに大きなアイデアを与えることになる。その後、自分たちの祖先を作った博士に会いに行き事情を説明して、アムとイムの頭脳のプログラムの書き換えを手伝うが、途中で博士が息絶えるという非常事態に陥ってしまったが、自身やピッポがしずかたちと過ごした時間で与えられた気持ちをプログラムすることを思いつき歴史改変をやり遂げる。しかし、歴史改変の代償として自身も消滅することとなってしまい、最後はメカトピアの再生としずかたちとの再会を願い、自らの意思でしずかに看取られながら消滅するという悲劇的な末路を辿った。物語のラストでは生まれ変わった彼女と思われる少女がのび太の前に現れる。
日本で行きたい場所は秋葉原。理由はジュドが壊れたとき直すための部品を調達できる電気の街だから。
声を担当した沢城は「過去も未来も救うスケールの大きい役だったので、プレッシャーを感じていた」と初日舞台挨拶にて明かしている。
原作漫画の小説版を執筆した作家の瀬名秀明によれば、本作は、リルルとピッポがそもそも「思いやりの心」を持つため、ロボットと人間の葛藤というより異文化交流の話であるとし、それが映画成功の理由であるという。
ピッポ
声 - 小林由美子
原作漫画、1986年の映画、小説には存在しない本作のオリジナルキャラクター。
メカトピアの労働ロボットで、ジュド（ザンダクロス）の頭脳に当たる。原作漫画や1986年の映画と同様に青いボールの形状で登場するが、今作ではひみつ道具「おはなしボックス」によりヒヨコ型ロボットに改造される。姿形が大きく変わったため、味方であるはずの兵団に認識されず、攻撃されてしまうがのび太に助けられ（このとき、自分を助けたのび太にリルルの姿を重ねたことから）、当初はツンケンとした態度を取っていたが一緒に行動する内に友情が芽生え、人間に対して考えを改めた。頭のヘルメットは取り外し可能。原作漫画の「頭脳を改造して思考を改変する」展開がないため、容姿以外は改造されていない。性別は本人いわく男の子。口が悪く、ジャイアンの音痴を指摘するほど小生意気だが発言や態度はやや幼く逆切れしたのび太たちに驚くなど侵略者としての威厳はあまりない。自分は美声の持ち主だと思う自惚れの強いジャイアンも認めるほどのすばらしい歌声の持ち主だが、メカトピアでは労働ロボットが歌を歌うことを禁止されており歌を歌ったことがバレて壊されかけた時、リルルに助けてもらったことで想いを寄せている。
鉄人兵団の尖兵として単独地球へ降下し、南極でボディを転送しつつリルルの到着を待っていたが意思疎通ができないため、ただの転送装置と思われたうえに負傷により一時連絡ができなくなる。その後自己修復を終え、ドラえもんたちに鉄人兵団が地球侵略することを宣言するが、ほんやくコンニャクと接触していないと話せないわずらわしさから「おはなしボックス」で今の姿になる。友達としてくれた名前である「ピッポ」はヒヨコに似ていることと信号音から命名されるが、当初は「センスがない」「自分はジュドだ」と気に入らない様子だった。
当初はリルルや本体がいる鏡面世界に行くため、ドラえもんたちを利用しようとしていたが、成り行きでともに行動する。このことや鏡面世界との出口を無理やり広げた際に起こった爆発によって埋もれていた本体に乗り込もうとしたとき、「こいつはもうゴミだ」と他のロボットが話していたのを聞いたことがきっかけで自分はリルルのためだけに行動すると決心。徐々にドラえもんたち（特にのび太）と心を通わせていき、彼らとともに戦う決意をする。歴史改変後、のび太に出会ったことに感謝し、自分の名前を気に入っていることを告げて消滅した。ラストでは生まれ変わった彼と思われる大きい鳥がのび太の前に現れた。
通常のテレビ版の放送にも宣伝係として番組終盤のミニコーナーに出演する。
監督の寺本は、ピッポを登場させた理由として「しずかとリルルの交流という主軸からのび太を外さないため」とインタビューにて述べている。
しかし、そのことでしずかとリルル、のび太とピッポの2つに話が分かれてしまい、1つにまとめる作業に苦心したが、最終的にはリルルとピッポの交流も描くことで解決している。
ドラえもん役の水田と、のび太役の大原は、ピッポを絡めたエピソードを高く評価し、作家の瀬名秀明は「ピッポがネタバレになっていない」と監督のアイデアを賞賛している。
ザンダクロス / ジュド
のび太たちと共に戦う大型ロボット。基本的には頭脳部分であるピッポを除いた全体を指し、ドラえもんが命名した「ザンダクロス」と、元々の「ジュド」という2つの名前を持つ。
今作ではデザインが大幅に描き直され、登場シーンも増えている。
リルル救出の際はスネ夫が単独で操縦した（サイコントローラーは次元震が起きた時に壊れ、ピッポはしずかに抱えられている）。クライマックスにて、頭脳であるピッポの操縦により満身創痍になりながらも奮戦し、最後はリルルの歴史改変を受けピッポにさきがけて消滅する。
総司令官
声 - 加藤浩次（極楽とんぼ）（特別出演）
本名不明。鉄人兵団を総括する総司令官。1986年の映画に比べ登場シーンが多く、部下を消耗品と見ている描写が見られ、地球人や裏切り者をゴミと見下す、部下に暴力を振るうなど、性格の非情さや残虐性がより目立ち悪役らしさが増している。甲虫型ロボット。最終決戦ではドラえもんたちの主力のザンダクロスの活躍に業を煮やし乗ってきたクモ型巨大戦艦を自ら操縦。ザンダクロスを半壊状態にして圧倒的な兵団の数と武力でドラえもんたちを追い詰めるも、リルルの歴史改変により部下のロボットたち共々消滅した。
声を担当した加藤は、ドラえもんファンゆえに自分へのオファーに対し「オレでいいの？」と思ったが役柄を知り快諾している。しかし役作りに関しては苦悩しており「上っ面で演じては駄目」と普段の生活から悪態をつくなど内面の悪を出す生活をしていた。
副司令官
声 - 龍田直樹
本名不明。総司令官の側近。カマキリ型ロボット。暴力を振るわれることもあるが、忠実に仕えている。増援部隊が到着し、勝利を確信するも最期は歴史改変により鉄人兵団兵士、総司令官と運命を共にした。

作業用ロボット
リルルの指揮の下、先発隊として本隊（鉄人兵団）誘導のための基地の建設を行う。

### その他
ミクロス
スネ夫のラジコンロボット。原作漫画や1986年の映画では戦いの鍵を握る活躍を見せるが、今作では登場シーンが極端に減り、完全に脇役となっている。ピッポ誕生以降は全く登場しない。さらにドラえもんに自分の意思を持ち喋ることができるように改造してもらってもいない。
改変理由は、新キャラクターであるピッポが登場することにより、ストーリーを上映時間内に収めることが困難であり、またキャラクター増加により視点がばらけ過ぎてしまうことを考慮したためである。
福山雅秋
声 - 福山雅治（特別出演）
2010年9月17日放送のテレビアニメ『ドラえもん』「ほんもの3Dテレビ」に登場した、福山雅治をモチーフにしたキャラクターで、しずかの憧れるスター。放送後に福山が自身の出演するラジオ番組『福山雅治のオールナイトニッポンサタデースペシャル・魂のラジオ』（ニッポン放送）でこのキャラクターの存在を知り、番組内で「自分でアフレコをしたい」と発言。それを偶然『ドラえもん』のスタッフが聞いており、福山に出演依頼をしたところ快諾されたことから出演が決定した。
しかし福山雅秋とドラミの登場は本作の絵コンテが完成した後に突如決まったため、監督の手によって再度尺の調整が行われることとなった。
アフレコについて福山は「出番が少なくて残念。もっとしずかちゃんと絡めると思っていた」と発言し、しずかが雅秋の大ファンという設定について「芸能界に入って、2番目に嬉しかった」「思い残すことはない」と述べている。
なお、映画公開に先駆け福山雅秋専用の公式サイトが設けられ、さまざまなコンテンツの掲載や壁紙のプレゼントなどが行われた。
このキャラクターは、2011年2月11日放送のテレビアニメ『ドラえもん三大祭! ドドーンと! 映画3時間スペシャル』にも登場し、福山は本作品のCMでもナレーションを担当している。
また、本作との繋がりで、福山のライブツアーにドラえもんとしずかが飛び入り参加するイベントが行われた（詳細は関連企画を参照）。
博士（神様）
声 - 中村正
人間に絶望して無人の惑星（後のメカトピア）にロボットの国を作ろうとした科学者。しかし、ロボットの国を繁栄させるために、競争本能をプログラムしたことが原因で、皮肉にもメカトピアに階級制度が生まれることとなった。未来からやってきたしずかたちの話を聞き、自分が作ったロボットであるアムとイムの頭脳を「競争本能を他者を思いやる暖かい心に変える」改造を行おうとするが、体が弱っていたため途中で作業をリルルに託す。しかし、すべてを伝え終わる前に息絶えた。

## スタッフ
| 原作                                               | 藤子・F・不二雄 |
| 脚本                                               | 清水東 |
| 総作画監督                                         | 浅野直之 |
| 美術監督                                           | 土橋誠 |
| 撮影監督                                           | 岸克芳 |
| 編集                                               | 小島俊彦 岡安プロモーション 三宅圭貴 藤本理子 |
| 録音監督                                           | 田中章喜 |
| 効果                                               | 糸川幸良 |
| 音楽                                               | 沢田完 |
| チーフプロデューサー                               | 増子相二郎 杉山登 |
| 監督                                               | 寺本幸代 |
| 絵コンテ                                           | 寺本幸代 矢嶋哲生 |
| 演出                                               | 山岡実 |
| キャラクターデザイン                               | 金子志津枝 |
| 作画監督                                           | 栗尾昌宏 名倉智史 桝田浩史 たかのあや やぐちひろこ 岡野慎吾 |
| メカ・エフェクト 作画監督                          | 鈴木勤 |
| 原画                                               | 大塚正実 浦上貴之 山口晋 伊藤秀次 外丸達也 上田幸一郎 江本正弘 光田史亮 加来由加里 大城勝 大杉宜弘 千葉ゆみ 香川久 大橋学 小田剛生 伊藤祐毅 三輪修 角張仁美 堤舞 又賀大介 渡辺佳奈子 五反孝幸 佐藤鉄人 上石恵美 谷口宏美 糸島雅彦 甲田正行 江口寿志 九鬼朱 石川準 吉田優子 石田ゆきひろ 榎本花子 森山悠二郎 阿部邦博 松尾亜希子 阿部美佐緒 高見沢孝弘 吉川真一 佐藤利幸 西垣庄子 松浦力 橋本敬史 高谷浩利 戸部敦夫 工原しげき 森田宏幸 羽山淳一 佐々木政勝 伊東伸高 佐々木守 酒井和男 堀元宣 原田大基 秦綾子 栗田新一 向田隆 |
| 第二原画                                           | 石川佳代子 岩永大蔵 小栗寛子 |
| 動画検査                                           | 長谷川夏美 |
| 動画                                               | ベガエンタテイメント 鈴木まりあ 遠藤良恵 三谷悦朗 松村美佳 武捨春菜 堀江佑 千々岩杏花 鍛冶敬子 吉野芙紀 オープロダクション 小川麻衣 熊谷友作 曺宗徳 田中陽子 辻仁子 平岩聡 深澤智美 穂坂史織 堀内美穂 水野良亮 山本祐希江 スタジオエル 伊藤さつき 加藤晶久 金恵恩 市場雄一 三浦加菜子 菊池美花 合田章恵 山田明奈 齋藤睦 Wish 小野あゆ美 鈴木三音子 倉元真実 望月恵美 貞本奈津子 張宰鳳 井上高宏 元廣和恵 松尾俊輔 山本洋平 鈴木優介 丸山収 スノーライトスタッフ 森下智美 江部賢 石川麻実 ORANGE RYU JA YOUNG SON SEON AH KIM JEONG SOON KIM HYE JUNG KIM JUNG LAN SUH YOON JOO BAE HYE YEOUN SHIN HYUN MI PARK IN KYOUNG YOU SU OK KANG MI RYEONG JEONG HYUN JEONG JEON JIN HEE SON YOUNG JOO PARK NAN HEE KIM MIN JEONG PARK EUN JOO HAN SONG HEE CHOI DO YOUNG WON KYOUNG JOO HONG KYOUNG MI 原佳寿美 藤野京子 桜沢裕美 |
| 色彩設計                                           | 吉田晴絵 |
| 色指定・検査                                       | 倉内美幸 |
| 仕上                                               | ベガエンタテイメント 高橋めぐみ 田中里佳 田野美寿穂 スタジオステップ 佐藤博美 鈴木怜子 牧田美穂 日向操 佐藤温子 神谷操一 鈴木よし子 田口正登 鈴木裕太 本間洋子 篠沢治美 スタジオエル 近藤直登 林大樹 小野淳 三村理沙 黒目綾子 妻鹿真琴 藤澤亮子 平良真希子 吉田里美 五十嵐優也 中川沙弥佳 酒井静美 伊藤美紀 砂川渚 沼田千晶 大場将生 渡部勇輔 尾道澄子 服部駿 相田晃一 大久保雄介 大田薫 木下美佳 武井規晋 田中照佳 西條晴香 藤田和実 森脇弘史 吉田亜希 角美智子 鈴木ようこ 太田良之 小久保真希 丹波美佳 ORANGE AN YOUNG AN CHOI HEE JUNG LEE WOO JAE KIM EUN HEE KIM SEON MI LEE HYEONG SOON CHOI SU KYOUNG SHIN HYUN JUNG OH KYOUNG HEE LEE HWA YOUNG JUN EUN JOO LEE JI YOUNG |
| 背景                                               | ベガエンタテイメント 土橋知子 LEE SEO GU スタジオ・ユニ 越膳滝美 鈴木朗 石黒恵美子 天水勝 永坂真琴 米田隆裕 氣賀澤佐知子 宮良子 池田玲子 谷口百範 アトリエローク07 加藤美紀 森元茂 沼井信朗 鈴木聡 江島浩一 西村隆 渡部麻里絵 高大浩 楜澤裕香 池田淳 美峰 野村正信 知本祐太 TRAN KHOA NGUYEN ANH NGUYEN LE DINH HOAI NGUYEN CUONG PHAM QUAN VO VUONG NGUYEN THUY DOAN LY NGUYEN TRUONG VU THANH STUDIO SEY 張正鎬 徐容玄 金慶淑 ATELIER KARO OKA AGUNG ARTANA NARA ANIMATION LIM HYEOK SOO PARK SEUNG IL SEO YOU HYUN LEE MI KYUNG AN SO IM 日本アニメーション 丸山智宏 旭プロダクション |
| オープニング                                       | 演出 やすみ哲夫 原画 大武正枝 CG制作 シーウィディー.SP 武内桃子 松本卓也 小川栄規 協力 富樫真 |
| 撮影                                               | アニメフィルム ビジュアルエフェクト 羽鳥貢 西山朋広 桶田一展 木次美則 倉田佳美 |
| コンポジット撮影                                   | 下村博文 山田廣明 鈴木浩司 松澤秀子 大森美奈子 手塚智鶴子 井上江美 梅田俊之 熊谷正弘 |
| 3D CGI                                             | 福田寛 |
| 特殊効果                                           | 野村由美 佐藤香織 |
| CG制作                                             | オクティグラフィカ 神林憲和 田邉茂 沖田貢晴 橋本美紀 |
| 背景音楽制作                                       | 音楽録音エンジニア 岡部潔 サポートエンジニア 西山潔 小坂康太郎 甲田義彦 マニピュレーター 梶原孝史 岡田光司 制作協力 サウンド・スタッフ 清原豊 伊藤ひさ子 |
| 劇中歌制作                                         | プロデュース 長田直也 エンジニア 青柳延幸 鈴木誠 |
| 音響制作                                           | AUDIO PLANNING U |
| 録音スタジオ                                       | APU MEGURO STUDIO |
| ミキサー                                           | 田口信孝 |
| アシスタント・ミキサー                             | 小沼則義 |
| ダイアログ・エディター                             | 大城久典 内山敬章 山本寿 村越直 |
| 音響制作デスク                                     | 穂積千愛 |
| 音響効果                                           | グループ・アンド・アイ |
| 音楽協力                                           | テレビ朝日ミュージック |
| デジタル光学録音                                   | 西尾昇 |
|                                                    | ドルビーデジタル・サラウンドEX 一部上映館を除く |
| 技術協力                                           | 河東努 森幹生 コンチネンタルファーイースト株式会社 |
| 現像                                               | 東京現像所 |
| HD編集                                             | 山本洋平 金沢佳明 野本健一 |
| フィルムレコーディング                             | 増田悦史 |
| タイミング                                         | 井出義雄 |
| ラボ・コーディネイト                               | 土志田麻美 |
| ラボ・プロデューサー                               | 井上純一 近藤桂司 |
| アニメーション制作協力                             | ベガエンタテイメント 松土隆二 笠木昇 滝島久美子 河村武雄 馬場潤 小原唯 |
| 掲載                                               | 小学館の児童誌 めばえ 幼稚園 小学一年生 小学二年生 小学三年生 小学四年生 てれびくん 月刊コロコロコミック 別冊コロコロコミック コロコロイチバン! ぷっちぐみ GAKUMAN plus |
| 小学館「未来のロボットアイディアコンテスト」入選者 | 川口頼造(大阪府) 上垣茉紘(山梨県) 松岡あづさ(岐阜県) 松葉愛果(香川県) 秋元結衣(福島県) 藤井暁久(山口県) 尾上礼音(京都府) 門傅太洋(北海道) |
| 宣伝プロデューサー                                 | 豊田幸宏 |
| 宣伝                                               | 小山田晶 土肥直人 奥村法子 西田信貴 篠原由樹夫 酒井源司 宵奈良紀子 |
| 予告編制作管理                                     | 村田一 蔦川亜希 |
| 予告編ディレクション                               | 菊池祐次 野々市谷有美 佐藤睦 |
| 予告編CG                                           | 津田輝王 |
| トータルアート ディレクション                      | 村井香里 |
| オフィシャルWEB                                    | 村田大典 蓮沼祐治 |
| おまけ映像                                         | 楠葉宏三 杉崎聡 増泉路子 |
| プロモーション プロデュース                        | 沢辺伸政 |
| 協力                                               | HTB北海道テレビ放送 株式会社 新潟テレビ21 長野朝日放送株式会社 メ～テレ 株式会社広島ホームテレビ 山口朝日放送株式会社 KSB瀬戸内海放送 eat愛媛朝日テレビ 九州朝日放送株式会社 長崎文化放送株式会社 大分朝日放送株式会社 琉球朝日放送株式会社 ★ Yahoo! JAPAN TSUTAYA |
| 制作事務                                           | 滝原弥生 服部高弘 宮澤英太郎 |
| 制作進行                                           | 菊地達也 中村和喜 河西麻利子 岡野孝規 伊藤貴徳 宇佐美翔平 |
| 制作デスク                                         | 中島進 武井健 |
| アシスタント プロデューサー                        | 荒木元道 |
| プロデューサー                                     | 川北桃子 隅田麻衣子 藤森匠 鶴崎りか 大倉俊輔 |
| 「映画ドラえもん」制作委員会                       | 斎藤満 秋本武英 山崎俊一 徳山雅記 片江佳葉子 小西麻理 一坪泰博 田中雅広 飯田誠敬 牧元宗弘 二階堂義明 池田佐和子 中世古裕美 和田修治 小池康 白土宏司 東山靖雄 佐藤絵里子 大滝礼佳 大槻育宏 塙智行 間瀬謙介 佐藤龍伸 山守貴子 佐藤隆一 大塚薫 福原望 尾崎瑞季 小池順子 尾崎美香 清水智美 鶴見治子 |
| 制作                                               | 藤子プロ 小学館 テレビ朝日 ADK ShoPro シンエイ動画 |
|                                                    | ©藤子プロ・小学館・テレビ朝日・シンエイ動画・ADK 2011 |

## 製作
監督の寺本幸代によると本作以前にオリジナルの話が進んでおり、それは「「お菓子の国のお話」みたいな感じのお話」だったという。しかし詰めの段階でOKが出ず、リメイクをやることになったと語っている。寺本は好きだった『鉄人兵団』か『宇宙小戦争』をやりたいと意見を出した結果、『鉄人兵団』へと決まった。『宇宙小戦争』は後年、本作で原画を担当した山口晋が監督を務め、『映画ドラえもん のび太の宇宙小戦争 2021』（2022年）のタイトルで制作された。お菓子を題材にしたオリジナエピソードも、テレビシリーズ内での形だが『迷宮お菓子ランド』（2010年10月15日放送）、『未来の迷宮（ラビリンス）おかし城（キャッスル）』（2019年9月6日放送）と、度々制作されている。
『新・のび太と鉄人兵団』を手掛けるにあたり、原作ファンでもある寺本は、製作にかかるプレッシャーの中、自分で楽しんで作ればそれが観客に伝わるだろうと考えた。
先ず始めに寺本は、原作漫画の良さを引き出すべく、初心に立ち戻る意味で原作を読み返し、古代メカトピアの博士のセリフから、「思いやりの心」というテーマを発見する。そこから新しい要素を追加すべく試みた寺本は「まったく同じなら旧作に失礼だと思った」と、原作の魅力を映像化することにこだわった。特に、日常の世界に巨大なロボットが出現したら、というイメージにリアリティを持たせるよう取材を徹底し、ロボットの大きさと重さに気を付けたほか、日常の描写そのものも大事にしている。
また、108分の尺に収まり切らず断念したシーンが多いなか、映画として成立させるため、キャラクターの感情表現だけは削らなかったと語る。中でもしずかとリルル、そしてのび太とピッポの気持ちを重要視しており、しずかとリルルの出会うシーンには背景に花言葉「やさしい思い出」「揺るがぬ献身」をもつヒメツルニチニチソウを描き、2人の関係性を暗示する裏設定が存在するなど顕著である。

### 楽曲
2011年1月2日。ロックバンド「BUMP OF CHICKEN」が本作の主題歌を担当することが報じられた。
インタビューでの発言によれば、メンバー全員がドラえもんファンであり、特にのび太や『鉄人兵団』には強い思い入れがあるという。ボーカルの藤原基央は、オファーが来た際に最初に浮かんだイメージとして「上司への報告を迷うリルルが地下鉄の入り口で、のび太に発見される場面」を挙げ、そこでのリルルの笑顔は、かつて自分ものび太に貰ったことがあるとして、「作曲中は常にのび太のことを考えていた」と語っている。このシーンは監督の寺本もイメージしており原画にもなっているほか、主題歌の一部の歌詞は、本作の予告編にも使用されている。
また、ベースの直井由文は初め、映画製作スタッフに「ピッポはまだ認めていない」と発言するほどリメイク自体に難色を示していたが、完成品を見た際は感動で号泣している。
作曲への難しさに関して藤原は「楽勝ではなかったが、難しくはなかった」と語り、のび太への憧れや人間らしさなどが素直に出た結果生まれた曲であるとしている。

### 封切り
2011年2月13日、東京国際フォーラムで映画の完成披露試写会が行われ、壇上には寺本監督を始めレギュラー声優陣のほか、ゲスト声優を務めた沢城みゆきや小林由美子、加藤浩次や千秋、鉄人ドラアナ団が登場した。
同年3月5日、劇場公開。
同日にTOHOシネマズ日劇2にて初日舞台あいさつが行われた。
2011年11月7日、ブルーレイスペシャル版とDVD通常版、およびファミリーパック版が発売された。ブルーレイでの販売は、『ドラえもん』シリーズとしては本作が初である。ブルーレイスペシャル版は「レギュラー声優座談会」や「ゲスト声優コメント」などを収録した80頁のフルカラーブックレットなどがセットになっており、ファミリーパック版はブルーレイとDVDがセットになっている。ブルーレイの通常版は、2012年3月2日に発売された。

### 評価
全国368スクリーンで公開され、2011年3月5、6日の計2日間で動員39万9139人、興行収入4億4631万8000円を記録。これにより、アカデミー賞で計4冠を獲得した『英国王のスピーチ』（第2週目）を抑え、初登場第1位を獲得した。また、ぴあ初日満足度ランキング（ぴあ出口調査隊調べ）でも第1位を獲得。しかし公開直後に発生した東日本大震災の影響もあり、最終的な興行収入は30億を切り、前作『ドラえもん のび太の人魚大海戦』の31.6億円を大きく下回った。
ドラえもん役の水田わさびは「劇場版のリハーサルで初めて泣いた（2011年当時）」と語り、のび太役の大原めぐみとしずか役のかかずゆみは2017年のインタビューにおいて本作をドラえもん映画ベストの1つに挙げている。
主題歌を担当したBUMP OF CHICKENは、本作を劇場版ドラえもん作品の中でも3本の指に入ると評し、原作漫画の小説版を書いた瀬名秀明は「旧作を知る大人が誇れる映画」と絶賛している。

## 音楽

### 主題歌
オープニングテーマ「夢をかなえてドラえもん」
作詞・作曲 - 黒須克彦 / 編曲 - 大久保薫 / 歌 - mao、コーラス - ひまわりキッズ（コロムビア）
エンディングテーマ「友達の唄」
作詞・作曲 - 藤原基央 / 編曲 - BUMP OF CHICKEN & MOR / 歌・演奏 - BUMP OF CHICKEN（トイズファクトリー）

### 挿入歌
作詞 - マイクスギヤマ・寺本幸代 / 作曲 - 沢田完
「メカトピアのテーマ」
歌 - 東京混声合唱団
「アムとイムのうた」
歌 - 沢城みゆき・小林由美子
「ニャバダ・ワンダフル」
歌 - 千秋（ドラミ）
「羽根をつけたら」
歌 - 小林由美子・ひばり児童合唱団
「キミがいてくれるなら」
歌 - 上新功祐
「おれジャイアン!」
歌 - 木村昴（剛田武）

## 漫画
ドラえもん のび太と鉄人兵団
1985年に藤子不二雄名義で連載が開始された長編漫画（藤本弘単独執筆）。本作（2011年の映画）はこの長編漫画を原作として作られている。
ドラえもん 新・のび太と鉄人兵団 〜はばたけ 天使たち〜 超特別編
岡田康則作画による全48ページの漫画。未単行本化作品。『月刊コロコロコミック』2011年3月号別冊付録『ドラえもん 新・のび太と鉄人兵団 〜はばたけ 天使たち〜 超特別編 映画ストーリー第0章 (秘)公開コミックBOOK』に掲載。映画『ドラえもん 新・のび太と鉄人兵団 〜はばたけ 天使たち〜』の導入的な内容となっている。登場するひみつ道具は全50種類で、その中の「よかん虫」というひみつ道具が鉄人兵団を招くきっかけとなる。

## その他の関連作品
小説版ドラえもん のび太と鉄人兵団
本作の公開にあわせて2011年2月に発表された小説。ただし、1985年連載開始の長編漫画を元にしたノベライズ作品であり、本作（2011年の映画）のノベライズではない。作者は瀬名秀明。

## 関連企画

### 特典
前売り券購入者には先着10万名に『ピカッと！ピッポ＆ドラ』がプレゼントされ、入場者特典として全員に可変系のおもちゃ『変身ザンダドラ』が配られた。

### テレビ特番
『ドラえもん三大祭』と題し、映画公開を記念した3本の特番放送。
ドラえもん三大祭!ドドーンと!映画3時間スペシャル
2011年2月11日、『ドラえもんだらけ』『鏡の中の世界』の二本に前作『のび太の人魚大海戦』を放送。『ドラえもんだらけ』は2005年に放送されているが、リメイク作品となっているため2005年版とは製作スタッフが異なり、第2期第2作としては初めてのリメイク作品となる。『鏡の中の世界』では、原作漫画のストーリーに『へやいっぱいの大ドラやき』のラストでの展開を合成させたものとなっているほか、福山雅秋が映画に先駆けてのび太としずかが鏡の世界で鑑賞したSF映画のスター役として登場する。また、映画に合わせ声優は福山雅治に変更されており、このTV版エピソードが福山雅治にとってアニメ声優の初挑戦である。
ドラえもん三大祭 第二夜 ピポッと!映画公開直前スペシャル
2011年3月4日、『ロボット・ボロよ、永遠に』を放送。映画本編冒頭のノーカット映像も先行放映。
ドラえもん三大祭 最終夜 ウルッと!感謝・感激・感動スペシャル
2011年3月18日、『のび太の結婚前夜』『好きでたまらニャイ』の二本を放送。

### 大人だけのドラえもんオールナイト2011
公開前日の2011年3月4日、TOHOシネマズ 六本木ヒルズで、大人だけのオールナイト上映を実施した。本作ほか旧作とこれまでの全劇場版の予告編も上映。ゲストに本作の監督である寺本幸代と、小説版の著者である瀬名秀明が登壇した。

### ザンダクロス ビッグパワー計画
『ザンダクロス ビッグパワー計画（プロジェクト）』と題し2010年12月25日以降、全国7か所で約2か月にわたり組み立てられたブロック製パーツで、約5メートルの巨大ザンダクロスを完成させる計画。完成品はテレビ朝日1階アトリウムで2011年2月26日から3月31日までの期間限定で公開し、公開日3月5日には点灯式が行われた。

### 鉄人ドラアナ団
テレビ朝日アナウンサーの7名で結成された応援団。メンバーは渡辺宜嗣、角澤照治、大下容子、小木逸平、前田有紀、竹内由恵、菅原知弘。また、男子チームと女子チームに分かれて活動しており、男性チームのメンバーは映画本編のロボット軍団の声も担当している。

### 映画ドラえもん 新・のび太と鉄人兵団フェア
今作の公開を記念し全国のローソンで開催されたイベント。ローソン限定のグッズ付前売り券やオリジナル商品の販売、スピードくじなどが行われた。

### マクドナルドのキャンペーン
マクドナルドにて期間限定で行われたキャンペーン。期間中『ハッピーセット』購入者には『3Dどこでもドア』や『絵がでる！空気砲』など本作をイメージした全6種のおもちゃが数量限定でプレゼントされた。さらに期間中の週末限定で『おもちゃであそべる！ひみつブック』か『どこでもドアシール』などの追加プレゼントもあった。またイベント期間中、マクドナルドの公式サイトでは、ザンダクロスのペーパークラフト素材がPDF形式で配布された。

### ドラえもんづくし電車
和歌山電鐵貴志川線で猫の日より運行された車両。「ドラえもんづくし電車」と呼ばれる車内には、本作のポスターやグッズが展示され、ドラえもんの音声で車内放送も行われた。また、3月3日には貴志駅の1日駅長をドラえもんが務めている。

### FUKUYAMA MASAHARU WE'RE BROS.TOUR 2011 THE LIVE BANG!!
本作でゲスト声優を務めた福山雅治の全国アリーナツアー「FUKUYAMA MASAHARU WE'RE BROS.TOUR 2011 THE LIVE BANG!!」に、特別ゲストとしてドラえもんとしずかが登場した。2人はツアー初日の2月24日に大阪城ホールにてアンコールの際、福山から呼ばれ花道を歩き、ドラえもんから関西弁の挨拶が飛び出したほか、ステージに参加するなど観客を沸かせた。